# 堂林翔太
堂林 翔太（どうばやし しょうた、1991年8月17日 - ）は、愛知県豊田市出身のプロ野球選手（内野手、外野手）。右投右打。広島東洋カープ所属。
妻はフリーアナウンサーの枡田絵理奈。

## 経歴

### プロ入り前
小学校2年時に愛知県豊田市の「豊田リトル」で野球を始める。
豊田市立崇化館中学校時代は豊田シニア（リトルシニア）に所属し、投手兼遊撃手だった。宮城県で開催された国際大会で名古屋北シニアの補強選手として出場し、この時、東北選抜との試合で菊池雄星と対戦している。
愛知県名古屋市の中京大中京高校に進学すると1年春から投手としてベンチ入り。1年秋から2年夏までは打力を買われて一塁手のレギュラーになる。2年春には選抜大会に出場するも試合出場はなし。

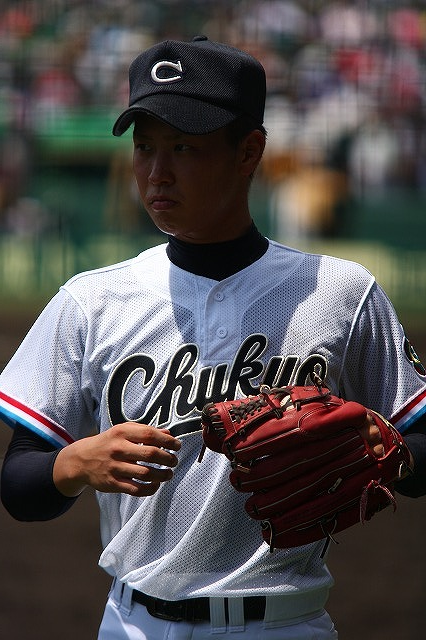
2009年8月12日 全国高校選手権大会（阪神甲子園球場）中京大中京 堂林翔太投手

2年夏は愛知大会で敗退。新チームとなった秋からエースで4番を任され、東海大会を全4試合完投するなど安定した投球で優勝しセンバツの切符を手にする。3年春の第81回選抜高等学校野球大会では準々決勝で報徳学園に9回までリードしながら敗れベスト8。打撃では打率.584、4打点を記録した。
3年夏の第91回全国高等学校野球選手権大会で中京大中京は、甲子園史上最多の春夏通算11度目の優勝（春4回・夏7回）を果たした。堂林は同校のエース兼4番打者として投打でチームを牽引し、打率.522、12打点、1大会通算最多タイとなる6二塁打を記録し、優勝に大きく貢献した。当時は多彩なテクニックに加え、強じんな足腰とバネ、冷静なプレイスタイルを持ち、勝利のみを追求していたため、「ベースボールサイボーグ」の異名をとった。日本文理高校との決勝では右中間に先制2点本塁打を放つなど、優勝投手兼4番打者として活躍した。しかし、試合終盤に途中で降板して右翼手に回ったことにより、胴上げ投手にはなれなかった。このことについて「最後まで投げたかったんですけど…、ホントすみませんでした。」と、試合終了後の優勝インタビューでは敗戦したかのように、悔し涙を流し声を詰まらせながら謝罪をした。なお、同大会で、堂林とバッテリーを組み優勝バッテリーとなった1学年後輩の磯村嘉孝捕手とは、後に広島東洋カープでもチームメイトとなる。（磯村とは豊田市のシニアからのチームメイトでもある。）
高校通算本塁打数は13本。
2009年のプロ野球ドラフト会議では、一塁手や三塁手としての育成を視野に入れていた広島東洋カープから、内野手として2巡目で指名。契約金7000万円、年俸700万円（金額は推定）という条件で入団した。なお、ニューヨーク・ヤンキースのアレックス・ロドリゲスのような選手になって欲しいという期待から、背番号はロドリゲスと同じ13を着用。広島で背番号13を付けた野手は、1964年のロナルド大森内野手以来である。

### 広島時代

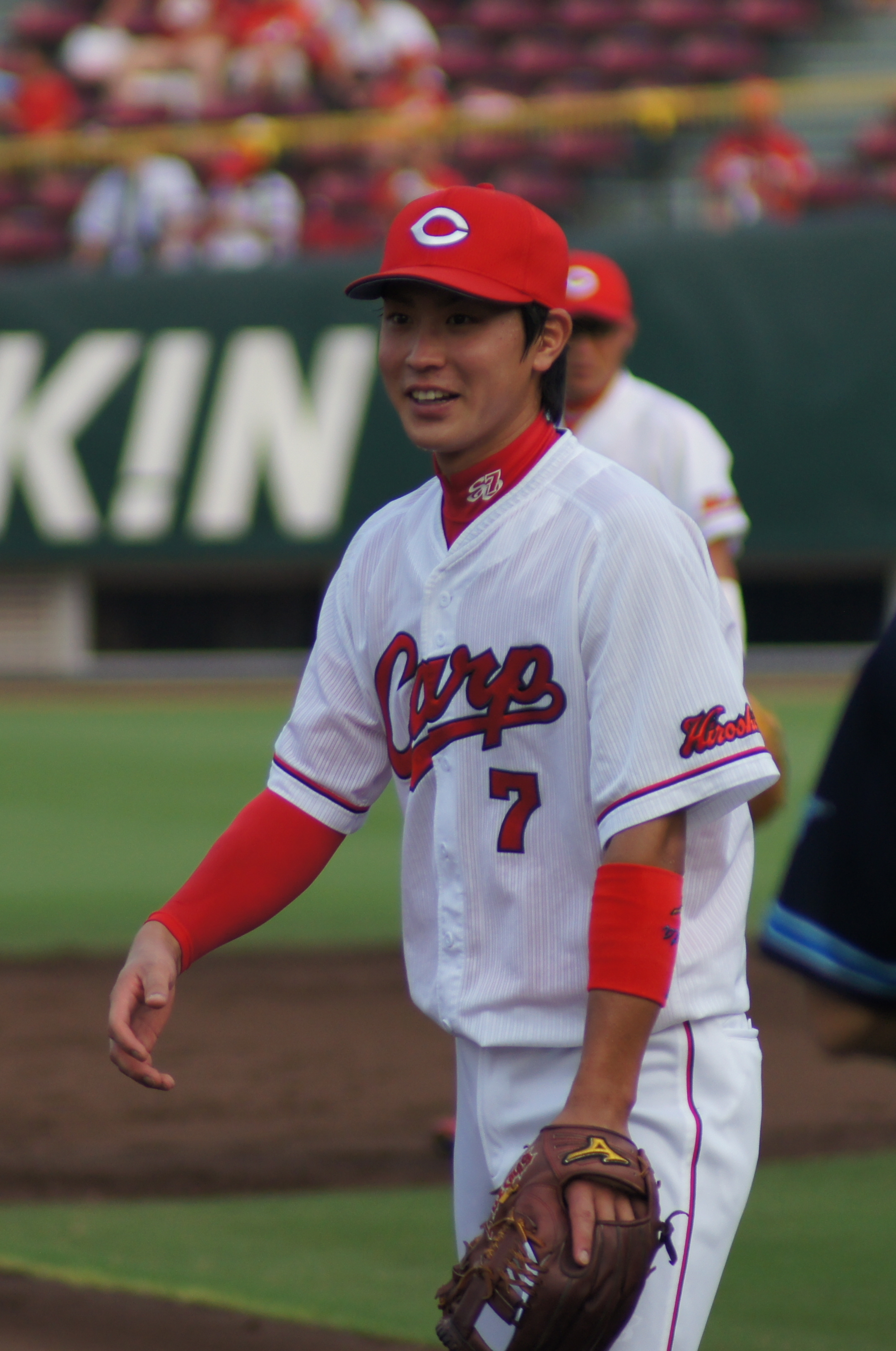
2013年7月30日 マツダスタジアムにて

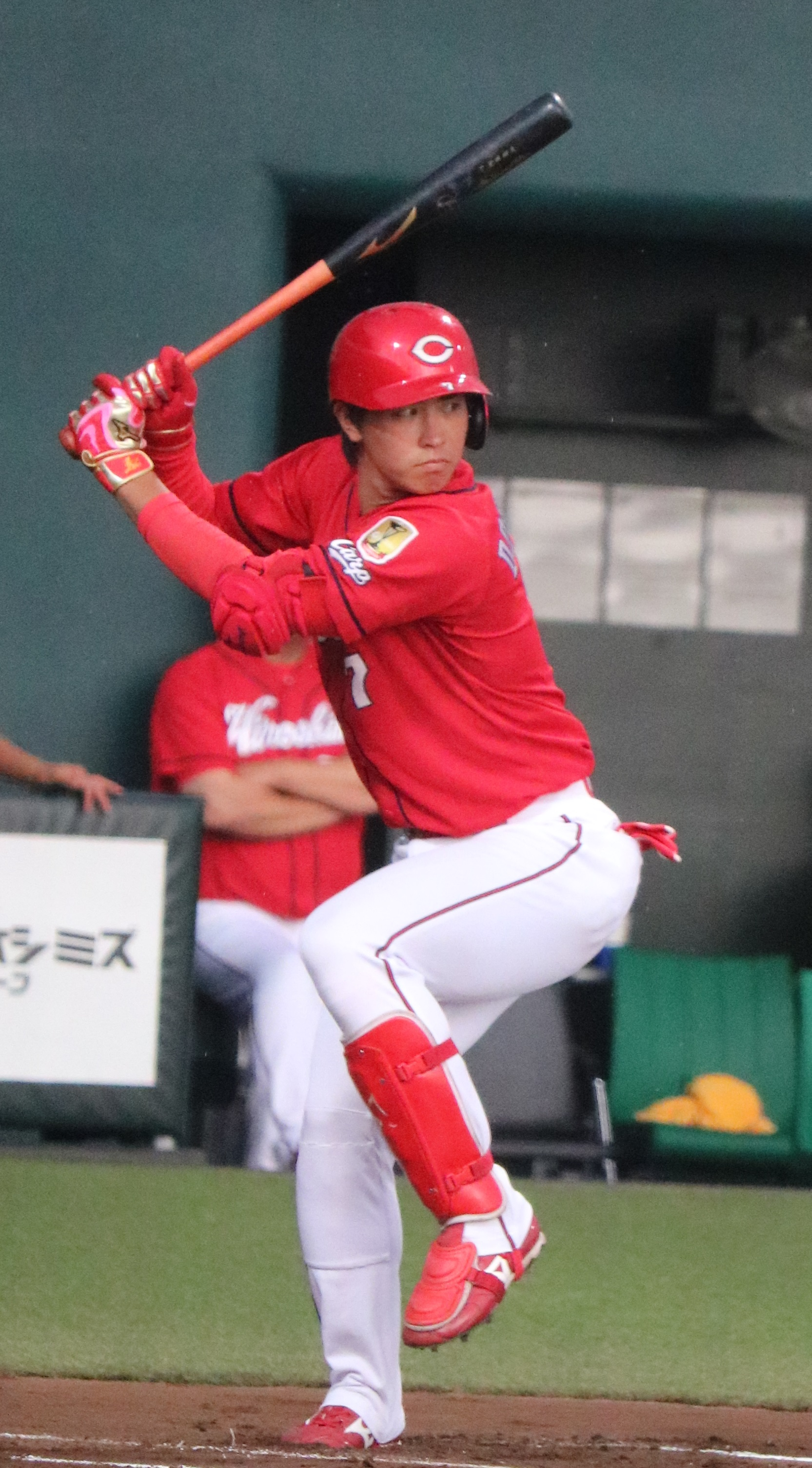
打席での堂林（2017年7月28日、ウエスタン・リーグにて）

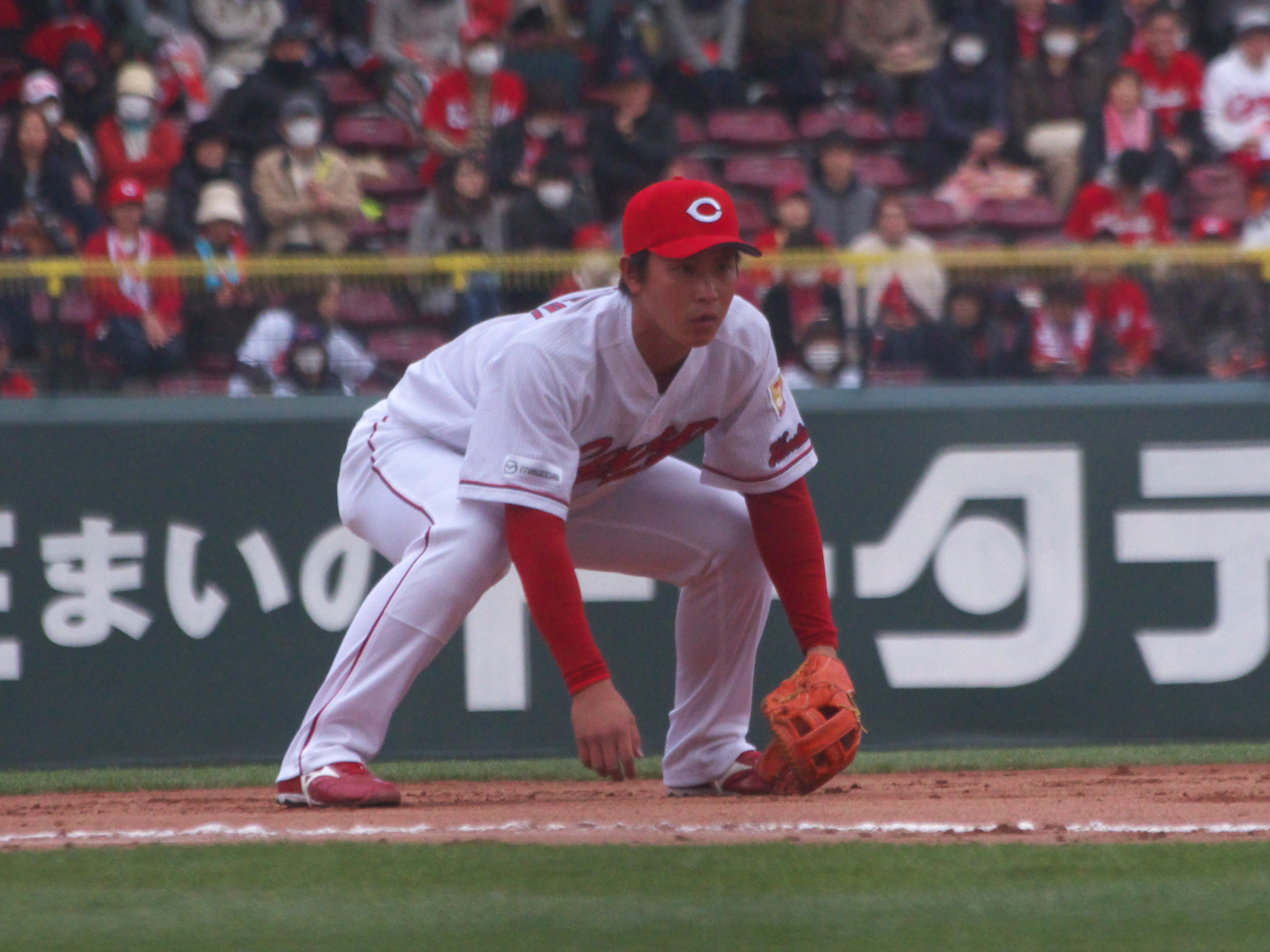
三塁守備に就く堂林（2019年3月12日マツダスタジアムにて）

2010年は、野手としての経験を積む目的で、二軍生活に終始した。ウエスタン・リーグ公式戦では、100試合の出場で規定打席に到達。打率.203、7本塁打、32打点という成績を残す一方で、三塁手として18失策を記録した。7月22日には、同リーグの監督推薦選手として出場したフレッシュオールスターゲーム（長崎ビッグNスタジアム）7回裏の打席で、イースタン・リーグ選抜の林啓介（千葉ロッテマリーンズ）から本塁打を放っている。
2011年は、前年に続いて、シーズンを二軍で過ごした。ウエスタン・リーグの公式戦には、103試合に出場。打撃面では、打率.208、1本塁打、23打点という成績にとどまった。さらに、三塁手として16失策、遊撃手として10失策を記録した。
2012年は、一軍監督・野村謙二郎からの期待を受けて、公式戦の開幕を初めて一軍で迎えた。3月30日には、地元のナゴヤドームで催された中日ドラゴンズとの開幕戦に、「7番・三塁手」としてスタメンで一軍デビュー。この試合で一軍初安打を記録すると、高校3年夏の選手権決勝以来3年ぶりに甲子園へ登場した4月24日の対阪神タイガース戦で、ランディ・メッセンジャーから一軍初本塁打を放った。7月25日の対東京ヤクルトスワローズ戦（明治神宮野球場）で石川雅規からバックスクリーンに放ったソロ本塁打によって、シーズン2桁本塁打に到達。広島の高卒3年目に一軍公式戦へ出場した野手では、緋本祥好（1956年）・江藤智（1991年）・前田智徳（1992年）に次ぐ球団記録を、この一打で達成した。結局、シーズン全体では、一軍公式戦でチーム最多の14本塁打を放っている。オールスターゲームには、「SKYACTIV TECHNOLOGY プラスワン ドリーム投票」（最後の出場選手を決める投票）での選出によって、広島の野手では史上最年少の20歳で初出場。全3試合の出場で6打席ノーヒットに終わったが、第2戦では「1番・三塁手」として先発出場を果たした。シーズン終了後の11月には、「侍ジャパンマッチ2012「日本代表 VS キューバ代表」」で、初めて日本代表に選出。11月18日の第2戦（札幌ドーム）では、代打で三塁打を放った。シーズン通算では、一軍公式戦全144試合出場を果たしながら、両リーグワーストの29失策、150三振、得点圏打率.192を記録。広島の選手による一軍公式戦のシーズン最多三振記録も達成したため、シーズン終了後には、三振に倒れる堂林の姿を集めた写真展がマツダスタジアム内で開かれた。その一方で、12月17日には、前年から1000万円増の推定年俸1700万円で契約を更改した。
2013年は、野村の現役時代の背番号で、2005年の引退以来球団の「半永久欠番」として扱われてきた「7」を、野村自身の「若手に渡してほしい」との申し出でこの年から着用。一軍公式戦への開幕後は打撃不振が続いたが、打率が.218まで落ち込んでいた6月23日に、対ヤクルト戦（マツダ）9回裏の打席で山本哲哉から一軍公式戦初のサヨナラ本塁打を放った。オールスターゲームには、前年に続いて「プラスワン投票」を経て出場。しかし8月20日の対中日戦（長良川球場）2回裏の第1打席で受けた死球によって左手第3中手骨を骨折したため、この試合を最後に試合から遠ざかった。結局、一軍公式戦には105試合の出場でシーズンを終了。盗塁数10個を前年から倍増させたものの、打撃成績は総じて前年を下回った。
2014年は、前年の戦線離脱で木村昇吾が正三塁手に定着したことを背景に、春季キャンプでは、外野や高校時代にも経験のある一塁の守備練習にも取り組んだ。一軍公式戦では、三塁手として開幕を迎えたものの、開幕カードから他の選手と交互にスタメンへ起用。その一方で、4月2日の対ヤクルト戦（マツダ）では、同点で迎えた延長12回裏の打席でトニー・バーネットから一軍2本目のサヨナラ本塁打を放った。レギュラーシーズン全体では、本塁打数や打率が前年を上回ったものの、前年に続いて打撃が総じて不調。その影響で93試合の出場にとどまったほか、外野での起用試合数（47試合）が三塁での起用試合数（34試合）を上回る有様で、正三塁手への復帰には至らなかった。右手薬指の骨折で5月上旬から一時戦線を離脱したにもかかわらず、オールスターゲームには、セントラル・リーグ（セ・リーグ）三塁手部門のファン投票1位で3年連続出場。7月19日の第2戦（甲子園）8回裏の打席では、パシフィック・リーグ（パ・リーグ）選抜の福山博之（東北楽天ゴールデンイーグルス）からソロ本塁打を放った。この一打で同ゲーム2試合におけるセ・リーグの総得点がパ・リーグを1点だけ上回ったため、10月のドラフト会議では、2巡目以降のウェイバー指名でセ・リーグの球団に優先権が与えられた。プライベートではTBSアナウンサーとしてプロ野球の取材などを担当していた枡田と交際。シーズン終了後の同年11月5日に結婚を発表すると、12月25日に婚姻届を提出した。
2015年は、内野手に再び専念することで再起を期したが、対外試合で打撃が振るわず、オープン戦の中盤で二軍に降格。4年ぶりに開幕一軍から外れた。ウエスタン・リーグ公式戦では53試合で10本塁打、打率.283を記録するなど好調だったが、一軍では十分な結果を残すことができずに一軍と二軍の往復が続いた結果、一軍公式戦には33試合にしか出場できなかった。一軍デビュー後では初めて一軍公式戦を本塁打0で終えたこともあって、11月8日の契約交渉では、入団後初めて球団から減俸を提示。結局、前年から170万円減の推定年俸1830万円で契約を更改した。その一方で、シーズン終盤の9月25日には、6月でTBSを退社した枡田との間に第1子（男児）を授かっている。
2016年は、中日から移籍したエクトル・ルナが正三塁手に定着した影響で、2年続けて開幕を二軍で迎えた。ルナの故障で4月16日に一軍へ昇格すると、4月19日の対横浜DeNAベイスターズ戦（横浜スタジアム）で一軍公式戦2年ぶりの本塁打を記録。「7番・三塁手」としてスタメンに起用された4月26日の対東京ヤクルトスワローズ戦（明治神宮野球場）2回表には、5番打者のブラッド・エルドレッド、6番打者・鈴木誠也に続いての本塁打で、一軍公式戦におけるチーム11年ぶりの3者連続本塁打を達成した。後に調子を落としたことに加えて、正三塁手の座を争っていた安部友裕が好調を維持したことから、6月16日に出場選手登録を抹消。8月16日に再び登録されたが、チームが25年ぶりにセ・リーグの優勝を決めた9月10日の対読売ジャイアンツ戦（東京ドーム）には出場できず、9月12日に登録を抹消された。レギュラーシーズン全体では、一軍公式戦47試合に出場。前年から出場機会を増やしたものの、代走や守備要員として起用されることも多く、一軍への再定着には至らなかった。さらに、クライマックスシリーズや日本シリーズに全く出場できなかったことから、チームのセ・リーグ優勝記念旅行への参加を辞退。日本シリーズ終了の2日後となる10月31日からは、「翌年（2017年）に結果を残せなければ、その先（の現役生活）はない」という危機感を抱きながら、秋季キャンプや新井貴浩との合同自主トレーニングに励んだ。
2017年は、春季キャンプ前の1月11日に、前述した合同自主トレーニングの一環として、新井が13年連続で参加している鹿児島県鹿児島市にある最福寺の護摩行を初めて体験した。春季キャンプから実戦で好成績を残し続けたことを背景に、公式戦の開幕を3年ぶりに一軍で迎えると、代打を中心に代走や守備要員としても起用。「2番・二塁手」でレギュラーに定着している菊池涼介がコンディション不良で欠場した5月7日の対阪神戦（阪神甲子園球場）で、「2番・左翼手」として、この年の公式戦初の先発出場を果たした。さらに、「7番・左翼手」としてスタメンに起用された5月31日の対埼玉西武ライオンズ戦（メットライフドーム）で、一軍公式戦400日ぶりの本塁打を放った。しかし、安定した成績を残せずにこの年も一軍と二軍の往復が続き、チームはリーグ2連覇を果たすが、自身は一軍定着には至らなかった。9月、第2子女児を授かる。
2018年は、4月上旬に負傷離脱した鈴木誠也の代役として数試合右翼での先発出場の機会を得たが目立った成績を残せず、また野間峻祥の台頭もあり出場機会は限られ、この年も一軍定着はならなかった。3年ぶりに本塁打は0本、打率も.216に終わった。
2019年は、9月12日の対中日戦（マツダスタジアム）で5年ぶりとなるサヨナラ打を放つ活躍はあったが、シーズンを通しての一軍での定着はまたもならなかった。過去最少となる28試合の出場にとどまり、打率も過去最低の数字となった。
2020年は、同僚の鈴木誠也らと自主トレを行った結果、オープン戦、練習試合で好調を維持、6月19日の対DeNA戦（横浜スタジアム）では「6番・一塁手」で6年ぶりの開幕スタメンを勝ち取った。この試合では無安打だったものの、翌20日には4安打を記録した。その後松山竜平の復帰により三塁手として主に先発出場し、同月25日の対巨人戦（東京ドーム）では約3年ぶりの本塁打を放ち、一時は打率4割を記録した。疲労やコンディション不良などで調子をやや落としたものの、111試合の出場で打率.279、14本塁打、58打点、17盗塁と打率、打点、盗塁数でキャリアハイの成績を残した。一方、守備では両リーグワーストの18失策を記録した（一塁手としては65試合に出場して失策は0だった）。
2021年は、シーズン最終盤に自身初の国内FA権を取得したが、行使することなく残留を選択した。
2022年、4月23日の対DeNA戦（マツダスタジアム）で3回二死二塁の打席で上茶谷大河から540日ぶりの本塁打となる2点本塁打を放った。5月22日の対中日戦（マツダスタジアム）では両者無得点で迎えた6回無死無走者の場面で柳裕也から代打本塁打を放ち、1-0で勝利に貢献した。代打本塁打による1-0勝利はNPB史上3人目。7月は17日の対巨人戦（東京ドーム）では2点を追う4回一死満塁の場面で野村祐輔の代打として出場し、鍬原拓也から球団では31年ぶり、同一カード3連戦では72年ぶりの3試合連続満塁本塁打となる代打逆転満塁本塁打を放った。20日に新型コロナウイルスの陽性判定を受けたことが球団から発表され、同日付で特例2022で出場選手登録を抹消。29日に出場選手登録されると、8月16日の対中日戦（マツダスタジアム）で1番打者で出場し、柳裕也から自身3度目の1試合2本塁打を放った。シーズン通算では101試合に出場し、打率.243、8本塁打、28打点、1盗塁を記録。代打成功率が.303と高い数字を残した。12月1日に1400万円増の推定年俸5000万円で契約を更改した。
2023年は、オープン戦では打率.095でスタートは出遅れたものの、4月8日の対巨人戦（マツダスタジアム）で6回二死無走者の場面で大瀬良大地の代打として出場し、大江竜聖から同年初打席初安打初本塁打を代打で放った。8月13日の対中日戦（バンテリンドーム ナゴヤ）にてここまで36試合自責点0だったライデル・マルティネスから本塁打、同月22日の対DeNA戦（横浜スタジアム）にて今永昇太から自身9年ぶりの2打席連続本塁打を放つなど、規定には届いてないものの8月は月間打率.371、5本塁打、13打点を記録。好調を維持したまま9月は5日の対DeNA戦（マツダスタジアム）で5-5の同点で迎えた延長10回二死一・二塁の打席で山﨑康晃からサヨナラ安打を放った。12日の対ヤクルト戦（明治神宮野球場）にてプロ初の4番に座るとそれ以降も4番として打線を引っ張り、最終的に本塁打数は坂倉将吾と並び、チーム日本人トップタイの12本と3年ぶりに2桁に乗ったほか2年連続で100試合以上に出場した。契約更改で5000万円から1400万円増の推定6400万円でサインした。また翌シーズンから選手会長に就任することが決まった。
2024年は、3月29日の対DeNA戦で自身初となる開幕戦で4番打者を務めるも、開幕戦から26試合に出場して打率.210、5打点と打撃不振で、5月12日に出場選手登録を抹消。6月9日に出場選手登録されると、同月28日の対巨人戦（東京ドーム）で5回無死無走者の打席で戸郷翔征からシーズン初本塁打を放った。シーズン通算では87試合に出場、打率.230、1本塁打、17打点の成績にとどまり、前年から一転し不振のシーズンとなった。オフの12月4日に400万円減となる推定年俸6000万円で契約を更改した。

## 選手としての特徴・人物
懐が深く柔らかい打撃に定評がある中距離打者。バットコントロールに優れ、広角に打ち分けられる技術を兼備しており、右方向へ鋭く伸びる打球を打てる長打力も魅力。走塁は広島入団時に50m走のタイム6秒2を記録。守備では三塁、一塁、外野をこなすユーティリティープレイヤー。しかし、2012年に三塁手として両リーグワーストとなる29失策を記録するなどやや難がある。
端正な顔立ちの人物として知られ、中京大中京高校時代には「尾張のプリンス」、広島入団後は「鯉のプリンス」と呼ばれている。

## 詳細情報

### 年度別打撃成績
| 年 度      | 球 団      | 試 合 | 打 席 | 打 数 | 得 点 | 安 打 | 二 塁 打 | 三 塁 打 | 本 塁 打 | 塁 打 | 打 点 | 盗 塁 | 盗 塁 死 | 犠 打 | 犠 飛 | 四 球 | 敬 遠 | 死 球 | 三 振 | 併 殺 打 | 打 率 | 出 塁 率 | 長 打 率 | O P S |
| ---------- | ---------- | ----- | ----- | ----- | ----- | ----- | -------- | -------- | -------- | ----- | ----- | ----- | -------- | ----- | ----- | ----- | ----- | ----- | ----- | -------- | ----- | -------- | -------- | ----- |
| 2012       | 広島       | 144   | 554   | 488   | 60    | 118   | 25       | 4        | 14       | 193   | 45    | 5     | 2        | 5     | 3     | 44    | 2     | 14    | 150   | 8        | .242  | .321     | .395     | .718  |
| 2013       | 広島       | 105   | 410   | 364   | 36    | 79    | 14       | 0        | 6        | 111   | 41    | 10    | 2        | 5     | 1     | 33    | 0     | 7     | 96    | 10       | .217  | .294     | .305     | .599  |
| 2014       | 広島       | 93    | 330   | 284   | 37    | 70    | 12       | 1        | 8        | 108   | 28    | 1     | 1        | 5     | 3     | 32    | 0     | 6     | 87    | 3        | .246  | .332     | .380     | .713  |
| 2015       | 広島       | 33    | 73    | 69    | 5     | 18    | 2        | 0        | 0        | 20    | 3     | 1     | 0        | 1     | 0     | 3     | 0     | 0     | 16    | 1        | .261  | .292     | .290     | .582  |
| 2016       | 広島       | 47    | 60    | 56    | 6     | 14    | 0        | 0        | 2        | 20    | 2     | 3     | 1        | 1     | 0     | 3     | 0     | 0     | 11    | 0        | .250  | .288     | .357     | .645  |
| 2017       | 広島       | 44    | 54    | 46    | 4     | 10    | 1        | 0        | 1        | 14    | 11    | 0     | 0        | 0     | 3     | 5     | 0     | 0     | 13    | 0        | .217  | .278     | .304     | .582  |
| 2018       | 広島       | 63    | 60    | 51    | 11    | 11    | 3        | 1        | 0        | 16    | 5     | 0     | 1        | 7     | 0     | 2     | 0     | 0     | 14    | 1        | .216  | .245     | .314     | .559  |
| 2019       | 広島       | 28    | 38    | 34    | 1     | 7     | 0        | 1        | 0        | 9     | 2     | 0     | 0        | 2     | 0     | 2     | 0     | 0     | 9     | 0        | .206  | .250     | .265     | .515  |
| 2020       | 広島       | 111   | 451   | 401   | 55    | 112   | 21       | 0        | 14       | 175   | 58    | 17    | 4        | 3     | 2     | 41    | 0     | 4     | 91    | 12       | .279  | .350     | .436     | .787  |
| 2021       | 広島       | 70    | 143   | 137   | 12    | 26    | 6        | 0        | 0        | 32    | 5     | 2     | 1        | 2     | 0     | 3     | 0     | 1     | 34    | 4        | .190  | .213     | .234     | .446  |
| 2022       | 広島       | 101   | 274   | 255   | 25    | 62    | 16       | 0        | 8        | 102   | 28    | 1     | 2        | 5     | 1     | 11    | 0     | 2     | 82    | 6        | .243  | .279     | .400     | .679  |
| 2023       | 広島       | 100   | 284   | 260   | 29    | 71    | 13       | 0        | 12       | 120   | 35    | 1     | 6        | 5     | 0     | 19    | 3     | 0     | 72    | 7        | .273  | .323     | .462     | .784  |
| 2024       | 広島       | 87    | 273   | 244   | 15    | 56    | 13       | 0        | 1        | 72    | 17    | 0     | 2        | 9     | 3     | 16    | 3     | 1     | 67    | 4        | .230  | .277     | .295     | .572  |
| 通算：13年 | 通算：13年 | 1026  | 3004  | 2689  | 296   | 654   | 126      | 7        | 66       | 992   | 280   | 41    | 22       | 50    | 16    | 214   | 5     | 35    | 742   | 56       | .243  | .306     | .369     | .675  |

- 2024年度シーズン終了時
- 各年度の太字はリーグ最高

### 年度別守備成績
内野守備
| 年 度 | 球 団 | 一塁  | 一塁  | 一塁  | 一塁  | 一塁  | 一塁     | 三塁  | 三塁  | 三塁  | 三塁  | 三塁  | 三塁     |
| 年 度 | 球 団 | 試 合 | 刺 殺 | 補 殺 | 失 策 | 併 殺 | 守 備 率 | 試 合 | 刺 殺 | 補 殺 | 失 策 | 併 殺 | 守 備 率 |
| ----- | ----- | ----- | ----- | ----- | ----- | ----- | -------- | ----- | ----- | ----- | ----- | ----- | -------- |
| 2012  | 広島  | -     | -     | -     | -     | -     | -        | 143   | 76    | 278   | 29    | 17    | .924     |
| 2013  | 広島  | -     | -     | -     | -     | -     | -        | 105   | 68    | 210   | 19    | 18    | .936     |
| 2014  | 広島  | 9     | 21    | 2     | 0     | 4     | 1.000    | 34    | 23    | 61    | 4     | 5     | .955     |
| 2015  | 広島  | 7     | 9     | 1     | 0     | 2     | 1.000    | 15    | 12    | 21    | 0     | 1     | 1.000    |
| 2016  | 広島  | 19    | 27    | 5     | 0     | 1     | 1.000    | 13    | 9     | 15    | 2     | 0     | .923     |
| 2017  | 広島  | 14    | 34    | 0     | 1     | 6     | .971     | -     | -     | -     | -     | -     | -        |
| 2018  | 広島  | 37    | 60    | 4     | 0     | 7     | 1.000    | -     | -     | -     | -     | -     | -        |
| 2019  | 広島  | 11    | 46    | 4     | 0     | 4     | 1.000    | 3     | 3     | 1     | 1     | 0     | .800     |
| 2020  | 広島  | 65    | 183   | 9     | 0     | 15    | 1.000    | 93    | 40    | 149   | 17    | 12    | .917     |
| 2021  | 広島  | 37    | 137   | 15    | 2     | 11    | .987     | 18    | 8     | 18    | 0     | 3     | 1.000    |
| 2022  | 広島  | 12    | 29    | 4     | 0     | 4     | 1.000    | -     | -     | -     | -     | -     | -        |
| 2023  | 広島  | 50    | 313   | 22    | 3     | 32    | .991     | -     | -     | -     | -     | -     | -        |
| 2024  | 広島  | 57    | 429   | 42    | 3     | 30    | .994     | -     | -     | -     | -     | -     | -        |
| 通算  | 通算  | 318   | 1288  | 108   | 9     | 116   | .994     | 424   | 239   | 753   | 72    | 56    | .932     |

外野守備
| 年 度 | 球 団 | 外野  | 外野  | 外野  | 外野  | 外野  | 外野     |
| 年 度 | 球 団 | 試 合 | 刺 殺 | 補 殺 | 失 策 | 併 殺 | 守 備 率 |
| ----- | ----- | ----- | ----- | ----- | ----- | ----- | -------- |
| 2014  | 広島  | 47    | 61    | 0     | 4     | 0     | .938     |
| 2017  | 広島  | 16    | 19    | 0     | 0     | 0     | 1.000    |
| 2018  | 広島  | 17    | 15    | 1     | 0     | 0     | 1.000    |
| 2020  | 広島  | 3     | 1     | 0     | 1     | 0     | .500     |
| 2021  | 広島  | 10    | 6     | 0     | 0     | 0     | 1.000    |
| 2022  | 広島  | 63    | 101   | 4     | 0     | 0     | 1.000    |
| 2023  | 広島  | 43    | 64    | 2     | 0     | 0     | 1.000    |
| 2024  | 広島  | 18    | 33    | 2     | 0     | 0     | 1.000    |
| 通算  | 通算  | 217   | 300   | 9     | 5     | 0     | .984     |

- 2024年度シーズン終了時
- 各年度の太字はリーグ最高

### 記録
初記録
- 初出場・初先発出場：2012年3月30日、対中日ドラゴンズ1回戦（ナゴヤドーム）、「7番・三塁手」で先発出場
- 初打席：同上、3回表に吉見一起から捕邪飛
- 初安打：同上、8回表に吉見一起から左翼線二塁打
- 初打点：2012年4月12日、対阪神タイガース3回戦（MAZDA Zoom-Zoom スタジアム広島）、2回裏に安藤優也から左前適時打
- 初本塁打：2012年4月24日、対阪神タイガース4回戦（阪神甲子園球場）、8回表にランディ・メッセンジャーから中越ソロ
- 初盗塁：2012年6月5日、対北海道日本ハムファイターズ3回戦（札幌ドーム）、2回表に二盗（投手：吉川光夫、捕手：鶴岡慎也）

節目の記録
- 1000試合出場：2024年8月21日、対読売ジャイアンツ18回戦（東京ドーム）、「3番・一塁手」で先発出場 ※史上533人目[60]

その他記録
- オールスターゲーム出場：3回（2012年、2013年、2014年）
- 代打本塁打で1-0で勝利：2022年5月22日、対中日ドラゴンズ11回戦（MAZDA Zoom-Zoom スタジアム広島）、6回裏に柳裕也から左越ソロ ※史上3人目[41]

### 背番号
- 13（2010年 - 2012年）
- 7（2013年 - ）

### 登場曲
- 「Real World」EXILE（2012年）
- 「スピリッツ」いきものがかり（2012年途中）
- 「Happy Song」西野カナ（2013年開幕 - 4月中旬）
- 「あの虹」カミナリグモ（2012年途中 - 同年終了迄。2013年4月途中 - 5月）
- 「BE TOGETHER」鈴木亜美（2013途中 - 同年6月21日）
- 「ひまわり」TUBE（2013年6月22日 - 同年終了迄）
- 「Fly Away」堂珍嘉邦（2014年）
- 「いこう」いきものがかり（2016年）
- 「Mela！」緑黄色社会　（2020年）
- 「1・2・3」西川くんとキリショー（2023年）